# Mesochra arenicola
Mesochra arenicola är en kräftdjursart som beskrevs av Nicholls 1939. Mesochra arenicola ingår i släktet Mesochra och familjen Canthocamptidae. Inga underarter finns listade i Catalogue of Life.